# Grienenberg-Kriegsgefangenenlager in Hagen-Kassebruch
Das Grienenberg-Kriegsgefangenenlager ist eine Gedenkstätte in Kassebruch, einer Ortschaft der Einheitsgemeinde Hagen im Bremischen, die auf ein Kriegsgefangenenlager aus dem Ersten Weltkrieg zurückgeht. Nachdem die Baracken abgebaut wurden, nutzte man bis 1929 das gemauerte Gebäude aus der Zeit vor dem Kriege als Außenstelle des Zuchthauses Lüneburg.

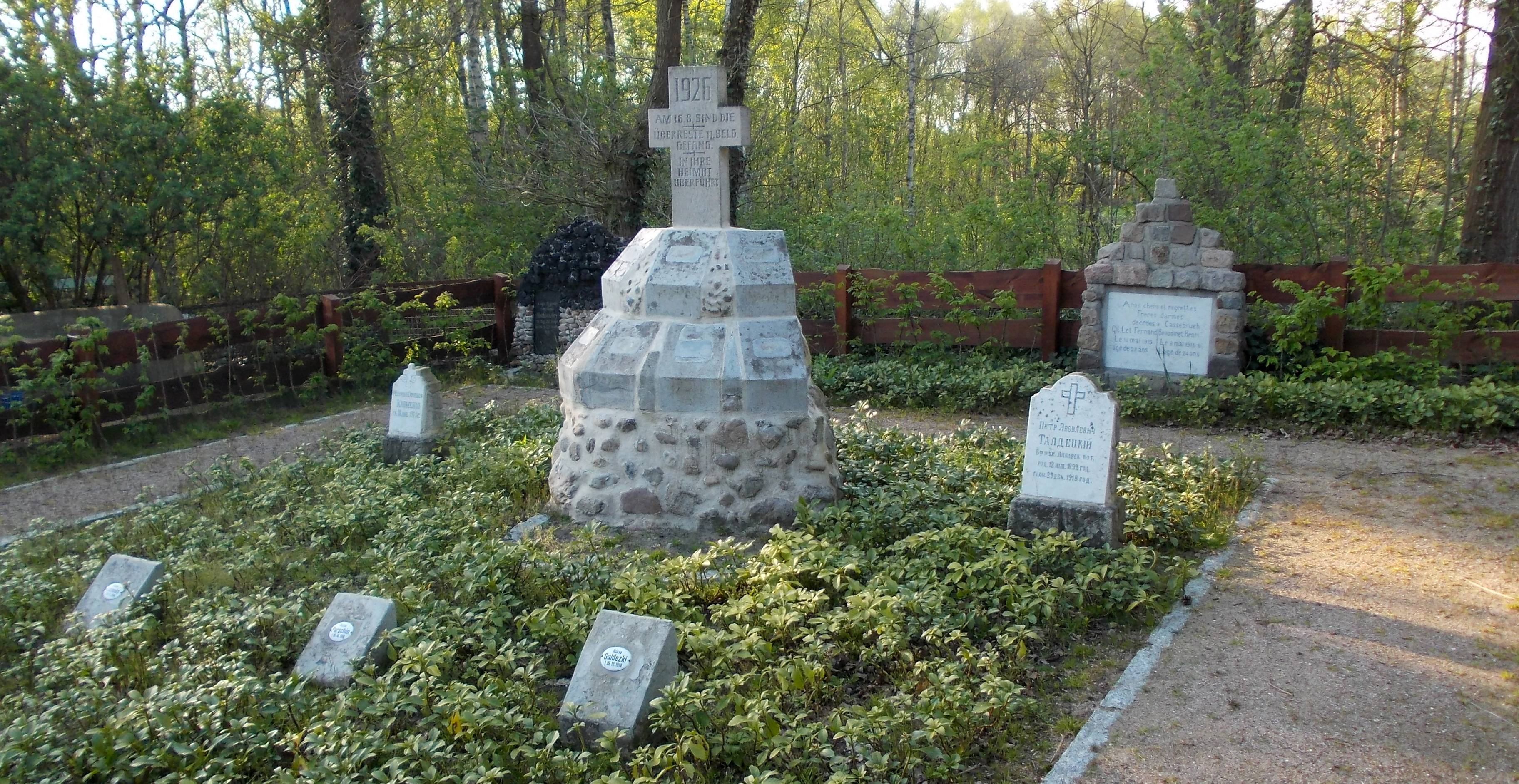
Gedenkstätte Grienenberg-Gefangenenlager in Kassebruch

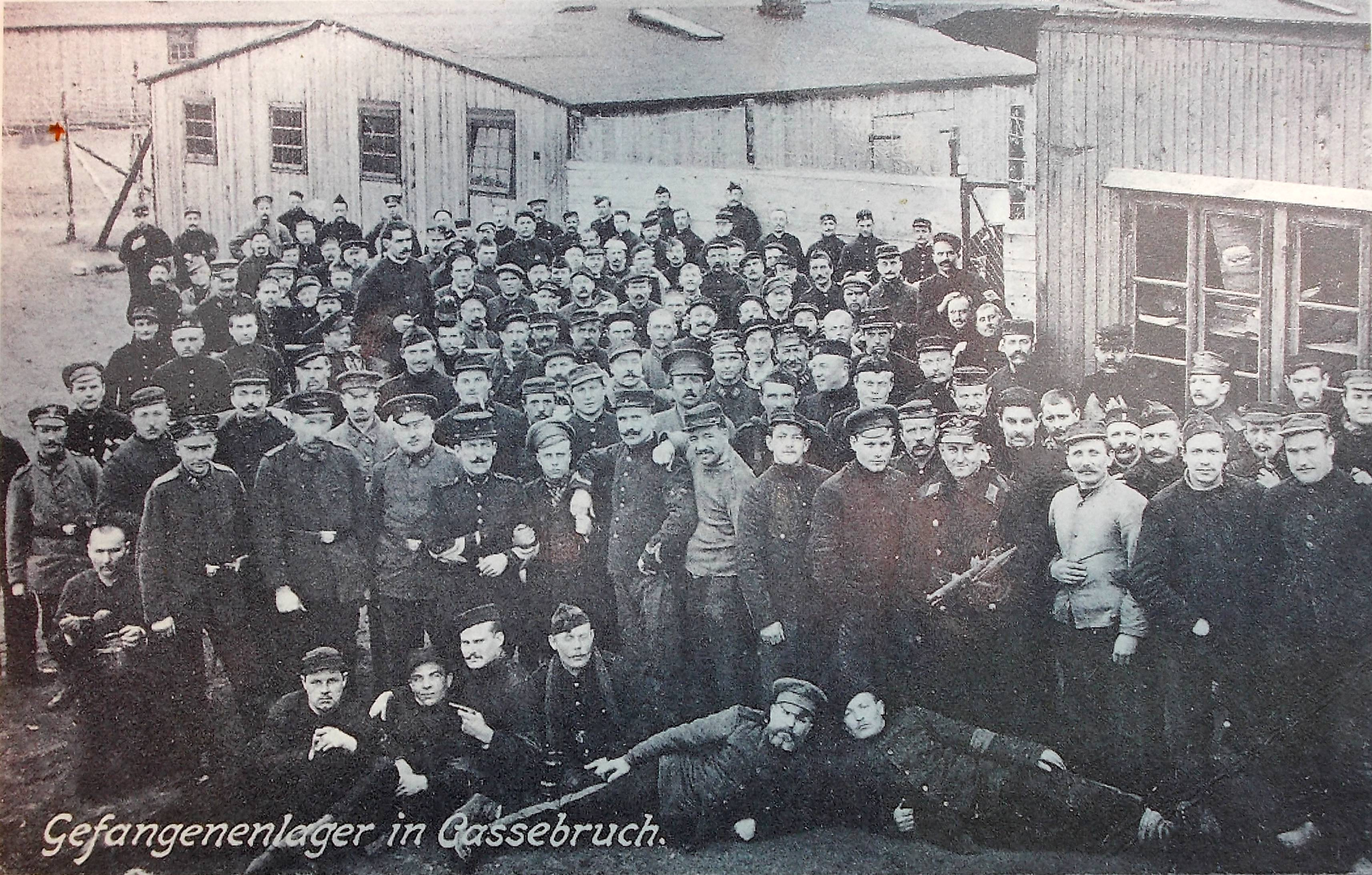
Foto von Gefangenen auf der Infotafel der Gedenkstätte Grienenberg-Gefangenenlager in Kassebruch

## Lage
Das Lager bestand an der heutigen Straße Grienenberg, die westlich des Ortes Kassebruch von der Kreisstraße 51 von Hagen zur Anschlussstelle Hagen der Bundesautobahn 27 abzweigt.

## Geschichte
Heute ruhen auf dem Kriegsgräberfriedhof noch fünf russische Soldaten, die in dem Lager in den Jahren 1918/1919 ums Leben gekommen sind. Das Gefangenenlager Kassebruch wurde im Spätherbst 1914 in Kassebruch-Grienenberg eingerichtet. Schon 1913 wurde ein Gebäude für die Unterbringung von Strafgefangenen genutzt. Es wurde durch vier Baracken für je 250 Menschen ergänzt. Außerdem wurden Küche, Vorratsmagazine, Lazarett und eine Baracke für Wachmannschaften eingerichtet.

„Ende Januar 1915 wurden etwa 1000 russische, serbische, belgische und französische Kriegsgefangene nach Kassebruch verlegt. Sie wurden auf Bauernhöfen der umliegenden Ortschaften (Driftsethe, Rechtenfleth, Sandstedt, Offenwarden, Uthlede, Hagen, Bramstedt) als landwirtschaftliche Hilfskräfte eingesetzt.“

Im Offenwarder und Sandstedter Moor leisteten die Gefangenen auch Kultivierungsarbeiten. Außerdem gruben sie den Indiekkanal, der sich vom Uthleder Berg bis zur Weser in Indiek, einem Ortsteil der Ortschaft Büttel in der Gemeinde Loxstedt, erstreckte und das Grienenbergsmoor und weitere Feuchtgebiete entwässerte. Der notwendige Sand wurde mit Loren vom Uthleder Berg herangefahren. Alle Arbeiten wurden von Hand geleistet.